# Cineteca di Bologna

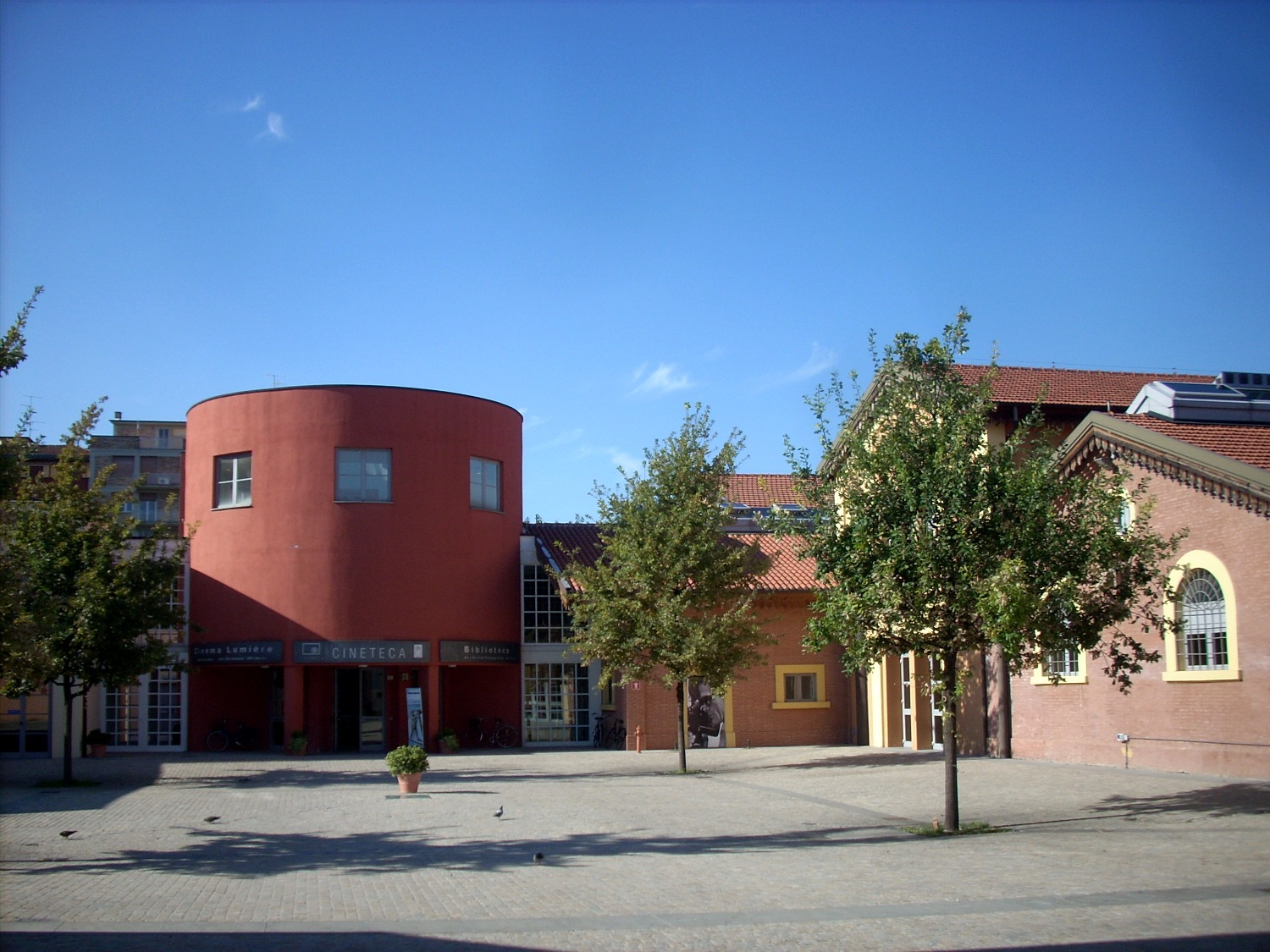
Piazzetta Pier Paolo Pasolini

La Cineteca di Bologna è una delle più importanti cineteche europee. Nel 2012 si è trasformata in Fondazione Cineteca di Bologna, con il comune di Bologna quale socio unico.

## Storia
Nata il 18 maggio 1962, dal 1989 è membro della Fédération internationale des archives du film (FIAF) e, dalla sua creazione, dell'Association des cinémathèques européennes (ACE).
Nell'estate del 2000 è stata inaugurata la nuova sede di via Riva di Reno nell'ex Manifattura Tabacchi e il 28 giugno 2003 sono state aperte le due nuove sale del cinema Lumière nei ristrutturati spazi dell'area ex-macello (Manifattura delle Arti), ove si trovano anche la biblioteca di cinema Renzo Renzi e le collezioni non filmiche, come l'archivio fotografico.
La Cineteca conserva e restaura il patrimonio cinematografico per renderlo fruibile oggi e consentire la sua trasmissione futura. È dotata di tre archivi: Magazzini comunali (via dell'Industria), Nuovo Archivio Tecnico (via Zanardi), Pianazze - archivio "infiammabili" (Sasso Marconi).
Da marzo 2014 il presidente è il regista Marco Bellocchio. Il direttore è Gian Luca Farinelli.

## Strutture

### Biblioteca Renzo Renzi

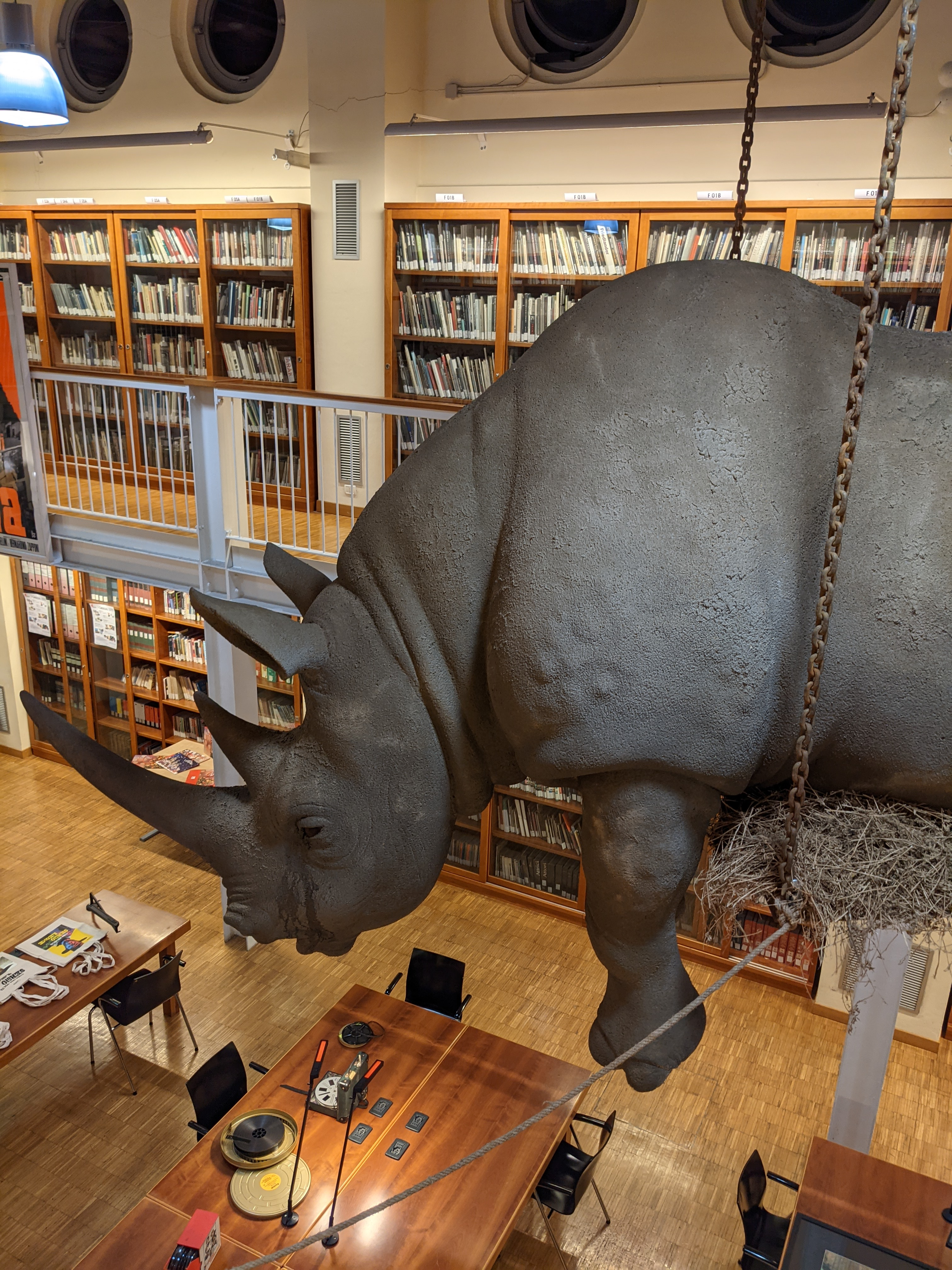
Riproduzione del rinoceronte del film E la nave va (1983) di Federico Fellini in esposizione alla biblioteca di cinema Renzo Renzi

La biblioteca Renzo Renzi conserva circa 47.000 volumi di argomento cinematografico (fra cui 2.500 libri di fotografia e 2.000 testi di grafica e fumetto), nonché una raccolta di periodici specializzati (circa 1.100 testate) e 40 fondi archivistici di carte di cinema. Il patrimonio bibliografico è collocato a scaffale aperto ed è direttamente accessibile al pubblico.
Tra le sue dotazioni, la biblioteca ha acquisito l'archivio personale dei materiali di ricerca di Vittorio Martinelli, critico cinematografico e storico del cinema muto, che ve lo aveva trasferito alcuni anni prima della morte.

### Centro Studi - Archivio Pier Paolo Pasolini
Nel 2004 l'Associazione "Fondo Pier Paolo Pasolini", fondata da Laura Betti, ha donato al comune di Bologna il proprio archivio, consistente in più di 1.000 volumi sull'opera di Pasolini, raccolte di riviste, 30.000 ritagli stampa (saggi, studi, articoli di cronaca, interviste, dichiarazioni, inchieste), 300 tesi di laurea, 900 audiovisivi (film di Pasolini e film o programmi televisivi a cui ha partecipato o a lui dedicati), una fototeca di 3.000 stampe e 4.000 fra negativi e lastre, una nastroteca di 300 audiocassette con programmi radiofonici, registrazioni di convegni, dibattiti e interventi.

### Film Commission
La Film Commission fornisce un supporto alle produzioni cinematografiche e televisive impegnate in città e rafforza così l'azione di promozione e di valorizzazione del cinema cittadino che la Cineteca persegue come uno dei suoi scopi principali.

### Sale cinematografiche

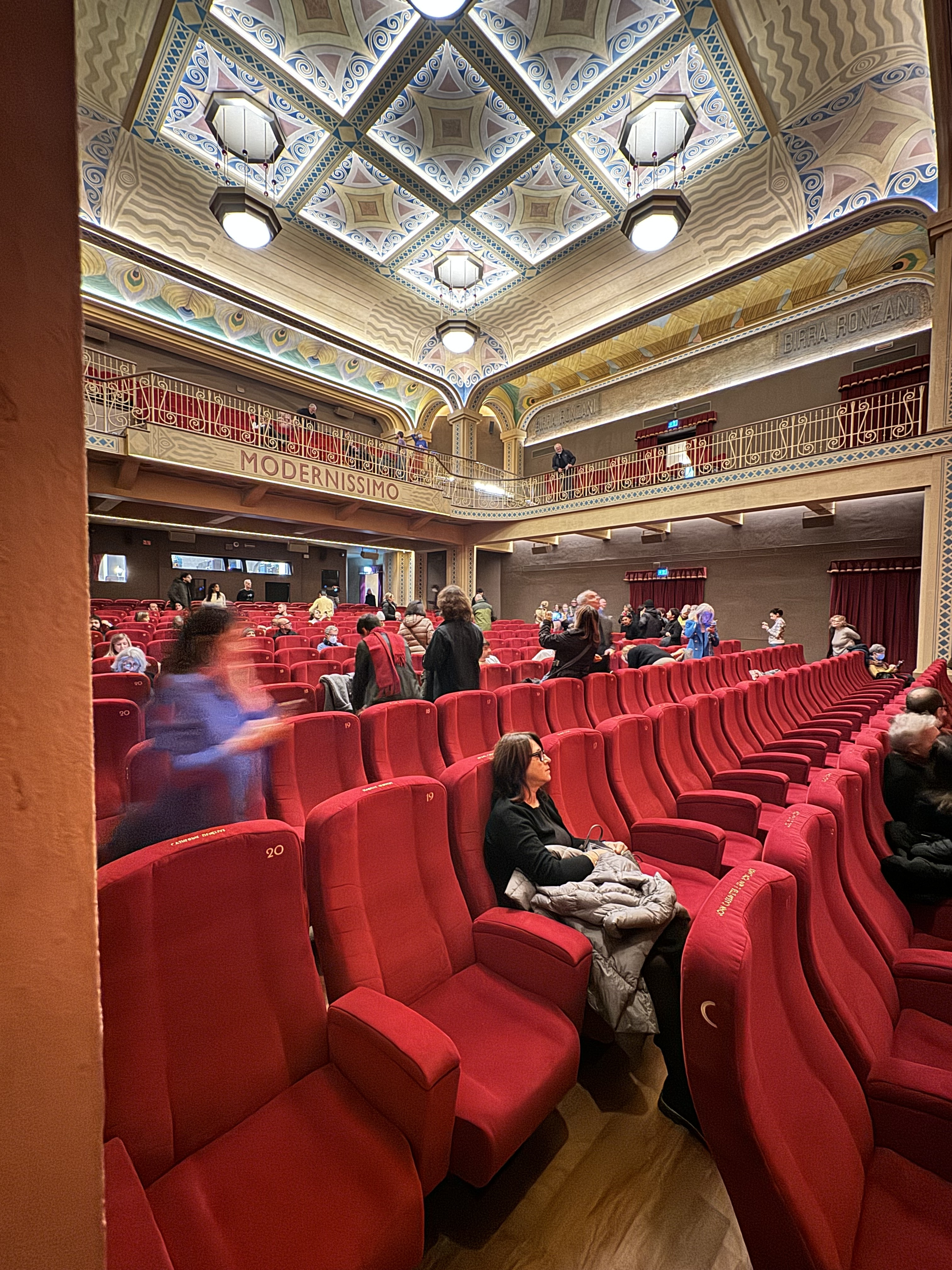
Interno del Cinema Modernissimo il giorno della inaugurazione

La cineteca gestisce tre cinema: il Lumière, il Cervi e il Modernissimo, per un totale di quattro sale cinematografiche.

#### Cinema Lumière
È composto da due sale: sala Officinema Mastroianni e sala Scorsese.

#### Cinema Modernissimo
Nel 2023 ha aperto il Cinema Modernissimo, restaurato dopo circa 15 anni di chiusura. La sala in stile liberty si trova nei sotterranei di Palazzo Ronzani.

## Patrimonio

### Archivio dei film
Conserva oltre 80.000 pellicole cinematografiche, prevalentemente in 35 mm e 16 mm, ma anche in Super 8 e in altri formati minori come i videodischi. Oltre alle copie positive e ai negativi dei film restaurati dalla Cineteca, conserva fondi provenienti da produttori e distributori cinematografici, nonché da importanti collezionisti privati. Di particolare rilievo alcune collezioni: cinema muto italiano, cinema sovietico, classici della storia del cinema, cinema "popolare" italiano, cinegiornali e documentari italiani.

### Archivio fotografico
Raccoglie oltre 3 milioni di immagini fotografiche che la Cineteca conserva, preserva dal degrado e mette a disposizione del pubblico. Comprende due sezioni: Cinema (ricca di oltre 800.000 fotografie che documentano la storia del cinema); Bologna (oltre 1.200.000 immagini realizzate dal 1873 in poi).

### Archivio della grafica
Raccoglie un importante patrimonio di immagini relative alla promozione cinematografica: circa 250.000 documenti tra manifesti, fotobuste, locandine e illustrazioni. Insieme a questi, brochure pubblicitarie, una collezione internazionale di francobolli a tema cinematografico e una raccolta di caricature di personaggi del cinema.

### Archivio videoludico
Primo archivio italiano dedicato alla conservazione del videogioco. Il fondo, in costante crescita, consta a gennaio 2023 di più di 5.400 titoli, liberamente fruibili dagli utenti. L'Archivio Videoludico della Cineteca di Bologna è partner di G|A|M|E, rivista scientifica italiana di Game Studies. Nel 2022 la Fondazione Cineteca di Bologna ha donato al Comune l'intero archivio videoludico, ospitato in maniera permanente nella biblioteca Salaborsa Lab Roberto Ruffilli.

### Collezioni sonore, video e DVD
La sezione video raccoglie oltre 34.000 film su supporto video e DVD. Alla musica è dedicata la collezione di 3.000 dischi in vinile di colonne sonore cinematografiche.

## Attività

### Conservazione e restauro
La Cineteca è divenuta, grazie al suo laboratorio L'Immagine Ritrovata, un centro riconosciuto internazionalmente nel campo della conservazione e del restauro cinematografico. Tra i progetti di maggiore rilievo il Progetto Chaplin, riguardante l'intero archivio di documenti e pellicole di Charlie Chaplin, e il progetto Keaton. Sono numerosi anche i restauri di film italiani, per esempio Il bidone di Federico Fellini, Il posto di Ermanno Olmi, Dolci inganni di Alberto Lattuada, Appunti per un'Orestiade africana di Pier Paolo Pasolini.

### Didattica
La Cineteca ha sviluppato due progetti con l'obiettivo di alimentare la passione dei giovani per il cinema. Uno di questi è "Schermi e lavagne: un cineclub per ragazzi" rivolto ai ragazzi tra i 6 e i 18 anni.
Oltre a ciò, la cineteca ha sviluppato percorsi di formazione professionale accessibili tramite bandi. I corsi sono gratuiti ma a numero chiuso, con processo di selezione. Sono realizzati con il contributo del Fondo Sociale Europeo e della regione Emilia-Romagna.

### Manifestazioni
Tra le varie manifestazioni e festival organizzati dalla Cineteca di Bologna vi sono: Il Cinema Ritrovato, Visioni Italiane e Human Rights Nights Film Festival.

#### Il Cinema Ritrovato

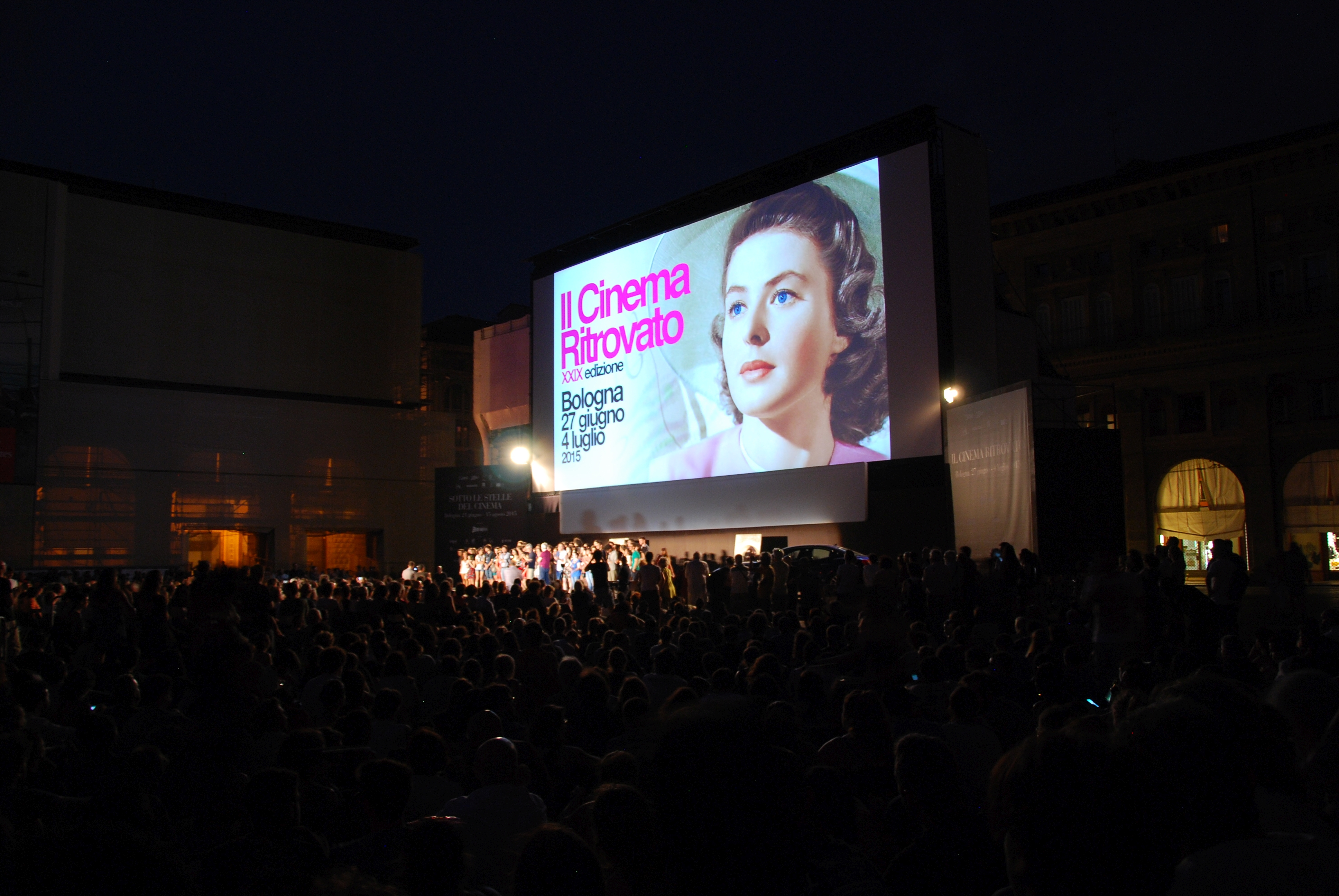
Proiezione in piazza Maggiore a Bologna in occasione del festival "Il cinema ritrovato" 2015

Il Cinema Ritrovato è una rassegna cinematografica dedicata alla riscoperta di film rari e poco noti, con particolare riferimento alla produzione cinematografica delle origini. Si tiene dal 1986, quando prese il posto della Mostra del Cinema Libero di Porretta. La rassegna presenta una preziosa selezione di opere rare o considerate perdute, provenienti dagli archivi storici delle cineteche di vari paesi.
La manifestazione si svolge a cavallo tra giugno e luglio in alcuni luoghi del centro storico di Bologna, tra cui piazza Maggiore e la Manifattura delle Arti, ospitando anche la Mostra Mercato dell'Editoria Cinematografica.
Direttore artistico del festival è stato il critico e storico del cinema finlandese Peter von Bagh, deceduto nel 2015. Un ruolo importante nel festival è stato quello di Vittorio Martinelli, critico del cinema muto morto nel 2008. Attualmente, il team direttivo del festival è composto da Gian Luca Farinelli, Cecilia Cenciarelli, Ehsan Khoshbakht e Mariann Lewinsky.
Da alcuni anni la manifestazione è uscita dalla città di Bologna e coinvolge cinema in tutta Italia riproponendo classici del cinema mondiale restaurati in prima visione come Les enfants du Paradis, Metropolis o Amarcord.